# Marianne Hütter
Marianne Hütter (* 4. April 1902 in Kirchberg am Wagram; † 21. September 1991 in Mistelbach) war eine österreichische Lehrerin und Schriftstellerin.

## Leben
Als Tochter des Steuerbeamten Franz Tribl besuchte sie die Anstalt der Englischen Fräulein und danach die Lehrerbildungsanstalt in Krems. Ab 1921 unterrichtete sie an mehreren Orten im Waldviertel, bevor sie 1932 wegen eines Schilddrüsenleidens pensioniert wurde. 1928 heiratete sie Karl Hütter, der als Intendant für wirtschaftliche Angelegenheiten beim Militär tätig war. Mit ihm hatte sie die Tochter Gertrude (* 1934). 1935 zog sie aufgrund der Versetzung ihres Mannes nach Wien, dieser wurde aber nach dem Einmarsch der Wehrmacht 1938 aus dem Militärdienst entlassen, woraufhin beide nach Eggenburg übersiedelten. Zwischen 1947 und 1950 war ihr Mann Bürgermeister der Stadt Eggenburg.
Marianne Hütter war bis in die späten 1940er-Jahre schriftstellerisch tätig und veröffentlichte etwa dreihundert Theaterstücke für Kinder, die auch von Kindern gespielt wurden.